# L.A. Tool & Die
L.A. Tool & Die és una pel·lícula pornogràfica gai estatunidenca del 1979 dirigida per Tim Kincaid, més conegut com a Joe Gage. És la pel·lícula final del que s'ha conegut com la "Working Man Trilogy de Gage", les dues primeres són Kansas City Trucking Co. de 1976 i El Paso Wrecking Corp.. És protagonitzada per Richard Locke amb Will Seagers i Paul Barresi en una escena heterosexual amb Becky Savage.
John Burger, l'autor d' One-Handed Histories: The Eroto-Politics of Gay Male Video Pornography, descriu la pel·lícula com "la història d'un amor no correspost, en la qual Richard Locke segueix l'home dels seus somnis per tot el país. Finalment viuen feliços per sempre." Burger afegeix que aquesta pel·lícula es va produir al final dels rodatges pre-SIDA, quan "tot els nivells d'experiència eròtica van ser documentats fidelment per la indústria del porno... els homes podien ser putes, els homes podien ser monògams o els homes podien creuar l'espectre entremig".

## Recepció
L.A. Tool & Die va ser anomenada "la millor imatge de porno gai feta fins ara" per la revista Blueboy.

## Repartiment
- Richard Locke com a Hank
- Michael Kearns com a Jim
- Joseph Kearns com a Vic
- Richard Youngblood com a Harry
- Will Seagers com a Wylie
- Joe Walsh com a Barry
- Calvin Culver com a Fred (com a  Casey Donovan)
- Terri Dolan com Raven (com Terri Hannon)
- Derrick Stanton com The Stranger
- Shawn Victors com The Backpacker
- Paul Barresi com a Sal (com a Paul Baressi)
- Becky Savage com Elaine (com Becky Bitter)
- Johnny Falconberg com a Pete
- Dan Pace com a entrenador
- Scott Sinclair com el Sr. Carson
- Greg Dale com a Windstorm Man (com a Gregg Dale)
- Bob Damon com a Windstorm Man
- Roy Harwood com a Windstorm Man
- Bob Blount
- Chuck Cord
- Matthew Forde com a Jack
- Steve Rideout com a Marine
- Reverend Spoonball com a la ràdio (veu)
- Schutzen com el gos de Wylie
- Carlos Balajo
- Beau Lovejoy
- Tim Kincaid (com a Joe Gage)
- Max Osterhaut
- José Solica
- Gremi Paul
- Nels Stensgaard

## Estrena en DVD
Les pel·lícules que comprenen la trilogia "Working Man Trilogy" van ser restaurades i publicades en DVD per HIS Video.